# Fahrenheit 451 (téléfilm)
Pour les articles homonymes, voir Fahrenheit 451 (homonymie).
Pour plus de détails, voir Fiche technique et Distribution.
Fahrenheit 451 est un téléfilm américain réalisé par Ramin Bahrani, diffusé en 2018 sur HBO. Il s'agit de la seconde adaptation du roman éponyme de Ray Bradbury, après celle réalisée par François Truffaut en 1966.

## Synopsis
Dans un monde dystopique, le rôle des pompiers a bien changé : ils ne sont désormais plus chargés d’éteindre les incendies, mais plutôt de les allumer. Ainsi, ils doivent détruire par le feu tous les livres existants. Ils ont aussi pour mission de traquer les résistants qui cachent des ouvrages chez eux. L'un d'eux, Guy Montag, va alors se sentir attiré par la lecture...

## Fiche technique
Sauf indication contraire, les informations mentionnées dans cette section peuvent être confirmées par la base de données cinématographiques IMDb,  présente dans la section « Liens externes ».
- Titre original : Fahrenheit 451
- Réalisation : Ramin Bahrani
- Scénario : Ramin Bahrani, d'après le roman Fahrenheit 451 de Ray Bradbury
- Costumes : Meghan Kasperlik
- Photographie : Kramer Morgenthau
- Musique : Antony Partos (en) et Matteo Zingales
- Production : David Coatsworth

Producteurs délégués : Ramin Bahrani, Alan Gasmer, Sarah Green, Julie Hook, Peter Jaysen et Michael B. Jordan
- Société de production : HBO Films
- Budget : n/a
- Pays d'origine :  États-Unis
- Langue originale : anglais
- Format : couleur
- Genre : science-fiction, dystopie
- Durée : 101 minutes
- Dates de sortie[1] :
  - France : 12 mai 2018 (séances de minuit - hors compétition au festival de Cannes 2018) ; 3 juin 2018 (à la télé)
  - États-Unis : 19 mai 2018 (première diffusion)

## Distribution
- Michael B. Jordan (VF : Jean-Baptiste Anoumon) : Guy Montag
- Michael Shannon (VF : David Krüger) : le capitaine Beatty
- Sofia Boutella (VF : Flora Kaprielian) : Clarisse
- Lilly Singh (VF : Amélia Ewu) : Raven
- Martin Donovan (VF : Guillaume Orsat) : Nyari
- Andy McQueen : Gustavo
- Dylan Taylor (VF : Loïc Guingand) : Douglas
- Grace Lynn Kung : Mao
- Keir Dullea (VF : Georges Claisse) : l'historien
- Lynne Griffin : La vieille femme
- Cindy Katz (VF : Françoise Cadol) : Yuxie (voix)

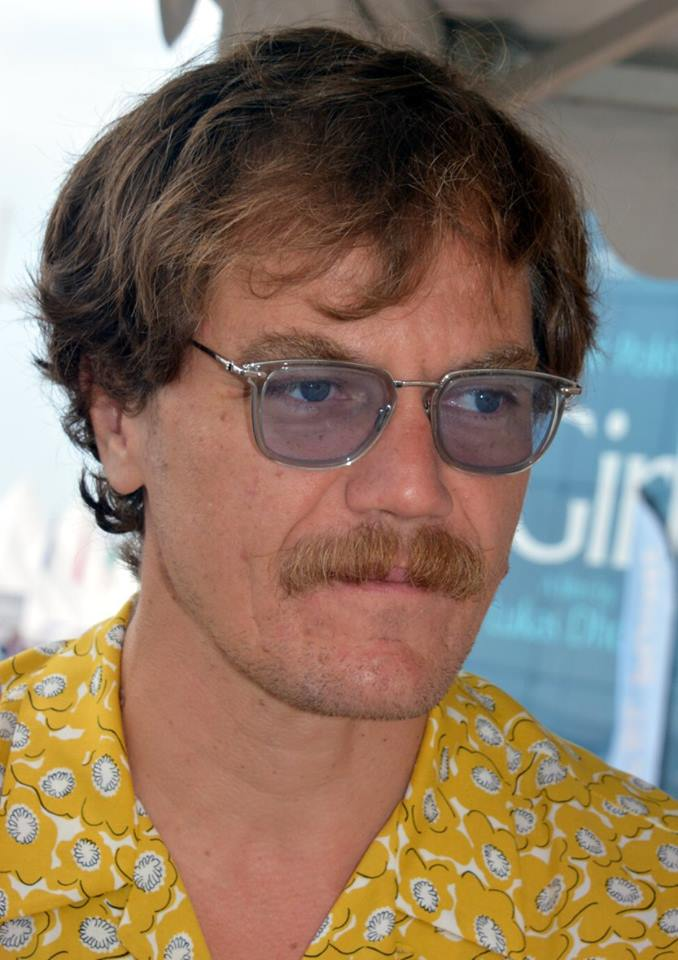
L'acteur Michael Shannon à la première du long-métrage au Festival de Cannes 2018.

  - voix additionnelles : Fily Keita, Maïk Darah

## Production
Le tournage a eu lieu à Hamilton en Ontario.

## Accueil
À la suite de la présentation du film hors compétition au festival de Cannes 2018, Cécile Mury de Télérama écrit notamment « dans ce beau film spectaculaire de Ramin Bahrani, le futur se confond presque avec notre présent. L’ambitieuse production de HBO recompose magistralement le cauchemar avec des outils contemporains ».